# 歧亭與延州之戰

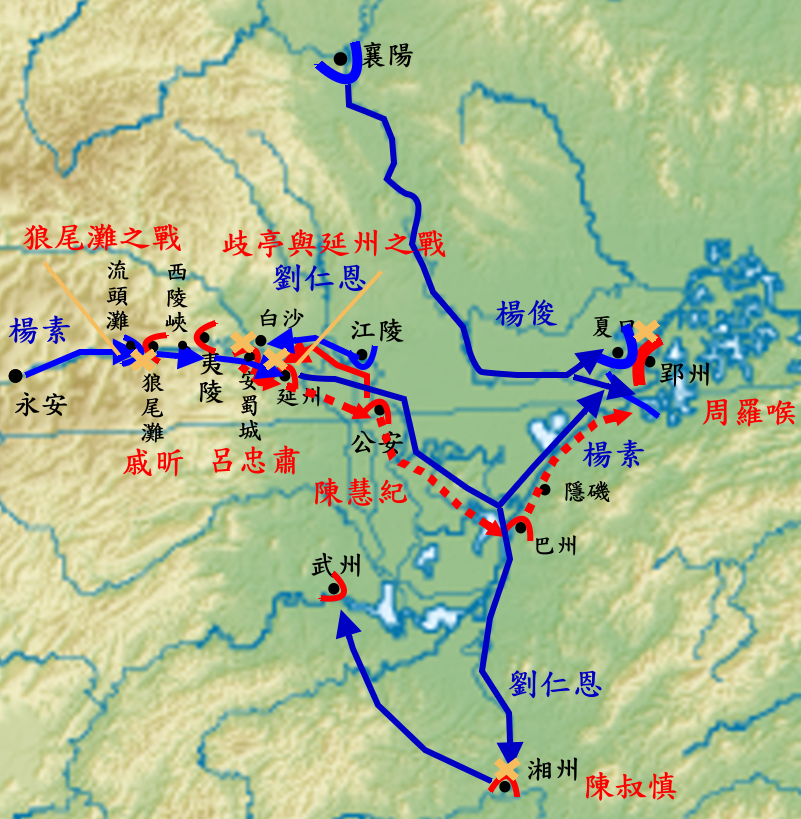
歧亭與延州之战

歧亭與延州之战是隋文帝开皇九年（589年）正月，在隋灭陈之战中，隋朝行军元帅杨素与大将军刘仁恩率军，先后在歧亭（今长江西陵峡口）、延洲（今湖北枝江附近长江中），击败南陈守将吕忠肃的作战。
588年十二月狼尾滩之战后，杨素率水军顺长江东下。南陈荆州刺史陈慧纪派南康内史吕忠肃率军屯守歧亭，在两岸岩石上凿孔，系三条铁索横截江面，阻退隋军战船。589年正月，杨素分兵一部与大将军刘仁恩军相配合，攻打南陈军岸上栅障营垒，吕忠肃率军据险抵抗，战斗四十余次，隋军伤亡修重，死五千余人。陈军尽割死者之鼻以邀功求赏，激起隋军愤怒，拚死力战，多次获胜。所俘陈军将士，杨素则全部释放。在隋军猛烈攻击下，吕忠肃被迫放弃营栅，连夜逃走。杨素令士卒毁掉拦江铁索，继续沿江而下。
吕忠肃退据荆门之延洲，依恃荆门山险要地形，再次阻遏隋军。杨素派善于驾舟的士卒一千人，乘装有拍竿的楼船——“五牙”战船四艘，用上拍竿击碎陈朝战船十余艘，俘获二千余人，再次大破吕忠肃军，吕忠肃只身逃走。駐守长江南岸安蜀城（今湖北宜都西北长江南岸）的陈信州刺史顾觉，也弃城而走。屯守公安（今湖北省公安县西北）的陈慧纪见形势不利，烧掉储备，率军三万、战船千余，顺流东撤，企图入援建康（今南京市），被秦王杨俊军阻于汉口（今湖北汉水入长江之处）以西。至此，长江上游为隋军所控制，阻止了上游陈军的东援，保障了下援主力的渡江作战。